# Local Interconnect Network

lin Logo

El Bus Local Interconnect Network, generalmente abreviado Bus LIN es un sistema usado en las actuales redes de transmisión de datos de automoción. La especificación cumple el consorcio LIN, en su primera versión 1.1, lanzada en 1999. La especificación se ha desarrollado desde entonces a la versión 2.0 para resolver las necesidades actuales de una red. El bus LIN es un sistema pequeño y lento que se utiliza como una sub-red barata de un bus CAN para integrar los dispositivos o actuadores inteligentes en los coches de hoy. LIN se puede utilizar recientemente también sobre la batería del vehículo con un transmisor-receptor especial de DC-LIN.
- Datos: Q1867168